# Lupinus czermakii
Lupinus czermakii là một loài thực vật có hoa trong họ Đậu. Loài này được Briq. & Hochr. miêu tả khoa học đầu tiên.